# Master Mosquiton
Master Mosquiton (マスターモスキートン?) è un manga scritto da Hiroshi Negishi e Satoru Akahori e disegnato da Tsutomu Isomata, prodotto nel 1996 dalla Denon e dalla Nippon Columbia. Dal manga è stata tratta una serie OAV di 6 episodi, distribuita in Italia dalla Dynamic Italia nel 2001 e trasmessa su MTV Italia lo stesso anno.
All'OAV è seguita la serie televisiva Master Mosquiton '99, ambientata nel 1999, nella quale Inaho è una studentessa e Mosquiton uno dei suoi professori; questa serie, realizzata nel 1997 e composta da 26 episodi, non è ancora stata adattata in italiano.

## Trama
La storia inizia in un anno imprecisato degli anni venti del XX secolo. La giovane Inaho Hitomebore, proprietaria di un negozio di orologi, scopre che la sua famiglia aveva fatto secoli prima un patto con un vampiro, Alucard von Mosquiton.
La ragazza decide di risvegliare questo vampiro spinta dalla volontà di recuperare un misterioso artefatto, l'O-Part, che si dice doni l'immortalità: lei avrebbe risvegliato lui con una goccia del suo sangue e in cambio lui le sarebbe stato per sempre fedele.
Dopo due anni di vane ricerche, una misteriosa piramide appare a Londra: Inaho, Mosquiton e i suoi due servitori, Yuki e Honō, vi si introducono alla ricerca dell'O-Part, dando il via a un'avventura che li porterà perfino sulla Luna. Il gruppo dovrà affrontare anche alcuni avversari, tra cui il conte Saint-Germain e Rasputin, da secoli nemici di Mosquiton.

## Personaggi

### Master Mosquiton
Inaho Hitomebore
Doppiatrice originale Yuka Imai - Doppiatrice italiana Stella Musy
È una giovane e impetuosa ragazza dai capelli rosso fuoco, desiderosa più di ogni altra cosa di ottenere l'immortalità per mezzo dell'artefatto chiamato O-Part, che può localizzare grazie a un amuleto ereditato dalla bisnonna strega. Una volta resuscitato Mosquiton, che lei chiama, con un vezzeggiativo tipicamente giapponese, Mo-chan, non si fa problemi a trattarlo come un vero e proprio schiavo, anche se con l'avanzare della serie diventa chiaro che inizia a provare qualcosa per lui.
Alucard von Mosquiton
Doppiatore originale Takehito Koyasu - Doppiatore italiano Oreste Baldini
Non è un vero e proprio vampiro, dato che è discendente di un mezzovampiro e una donna umana e ha in sé solo un quarto di sangue vampirico. Ciò gli fornisce una serie di vantaggi rispetto a un vampiro classico: né la luce del sole né l'aglio hanno effetto su di lui, e si può persino permettere di girare con una croce al collo. Una volta che Inaho lo resuscita bagnando con una goccia del suo sangue le ceneri di lui, Mosquiton si trova costretto a obbedire in tutto e per tutto alla sua padrona, la quale non si fa problemi a sfruttarlo in tutte le maniere e tenerlo soggiogato con il suo fascino.
Per buona parte della serie Mosquiton ha un modo di fare un po' goffo e rilassato, ma è sufficiente che beva un po' del sangue di Inaho perché si trasformi in un altro, molto più feroce, aggressivo anche nei confronti degli amici, e dotato di notevole forza combattiva. Proprio per questo Inaho decide di ricorrere alla seconda personalità di Mosquiton solo in casi di vero pericolo.
Il nome di Mosquiton, Alucard, non è altro che Dracula al contrario, evidente omaggio al celebre personaggio letterario di Bram Stoker.
Yuki
Doppiatrice originale Michiko Neya - Doppiatrice italiana Antonella Rendina (forma adulta), Gemma Donati (forma infantile)
Una dei due servitori di Mosquiton, rappresenta l'elemento gelo. Il suo nome significa "neve" in giapponese e quando non segue il suo padrone la si vede a volte stare in una cella frigorifera.
Yuki ha l'aspetto di una bambina, anche se molto posata e matura, ma può trasformarsi in una donna affascinante che in alcune occasioni sfrutta il suo aspetto avvenente.
Honō
Doppiatore originale Yūji Ueda - Doppiatore italiana Fabrizio Vidale (forma adulta), Massimiliano Alto (forma infantile)
L'altro servo di Mosquiton. Questo ragazzino, il cui nome significa "fiamma" in giapponese, rappresenta l'elemento fuoco e deve stare bene al caldo per vivere. Anche lui, come Yuki, può trasformarsi in una versione adulta di se stesso. Honō ha un carattere impetuoso ed è molto leale verso il padrone, anche se non prova molta simpatia per Inaho.
Camille Inaho Camilla
Doppiatrice originale Hiromi Tsuru - Doppiatrice italiana Barbara De Bortoli
300 anni prima delle vicende della serie, Camille Inaho era diventata la moglie di Mosquiton, e gli era così devota da farsi vampirizzare per poter vivere per sempre assieme a lui. Ella riesce a rivivere nel presente, e quando trova Inaho assieme a quello che era suo marito inizia a causare un sacco di problemi alla ragazza e a Mosquiton.
Parte della comicità delle situazioni è data dal fatto che Camille non riesce a capire come "Mo-chan" possa preferire la bellezza acerba di una ragazzina al suo fisico prorompente.
Conte Saint Germain
Doppiatore originale Kazuki Yao - Doppiatore italiano Luca Dal Fabbro
Nobile vampiro purosangue, braccio destro di Rasputin, in grado tra le altre cose di trasformarsi in centauro e di allungare le proprie braccia. È da secoli nemico giurato di Mosquiton. Il suo personaggio prende il nome dal Conte di Saint-Germain vissuto nel XVIII secolo.
Grigori Efimovich Rasputin
Doppiatore originale Masaru Ikeda - Doppiatore italiano Michele Kalamera
Non è chiaro se questo personaggio sia o meno da collegarsi al Rasputin storico, al quale comunque assomiglia nell'aspetto. Questo anziano individuo in carrozzella, che verso la fine della serie si scoprirà essere una sorta di cyborg, in quanto alcune parti del suo corpo sono state sostituite da meccanismi, ha intenzione di utilizzare il potere dell'O-Part per richiamare un non meglio precisato "Dio stellare" ed eliminarlo come punizione per essere stato esiliato nel nostro mondo. Questo processo può causare la distruzione della Terra, e per questo Mosquiton e Inaho si trovano costretti a fermarlo. Mosquiton e Rasputin sono nemici secolari, anche se i motivi non vengono mai spiegati.

### Master Mosquiton '99
Wolf Lady
Doppiatore originale Atsuko Tanaka
È costretta ad indossa degli anelli maledetti a causa del suo rifiuto di sposare un potente mago. Quando viene toccata da un uomo, lei inizia ad urlare e ringhiare.
Frankie Negger
Doppiatore originale Banjou Ginga
È molto simile al mostro di Frankenstein. È stupido e ingenuo ma cordiale e gentile. Ha una cotta per Wolf Lady.
Earl St. German
Doppiatore originale Kazuki Yao
È il nemico di Mosquiton ed è intelligente, subdolo e crudele.

## OAV

### Episodi
Per la serie OAV sono stati prodotti 6 episodi, venduti in Giappone tra il 1996 ed il 1997. In Italia invece sono giunti solo più tardi, nel 2000, grazie al doppiaggio della Dynamic Italia ed a MTV Italia che lo ha trasmesso lo stesso anno.

### Colonna sonora
Sigla di apertura:
- Master Mosquiton no Theme (マスターモスキートンのテーマ?, Masutā mosukīton no tēma) di Osamu Tezuka (da non confondersi con l'omonimo "padre dei manga")

Sigla di chiusura:
- Amore invincibile (無敵のＬＯＶＥ?, Muteki no love) di Takehito Koyasu e Yuka Imai

## Serie TV anime

### Sigle
Sigla di apertura:
- The Power of Love (前期オープニングテーマ?) dei Cyber Nation Network
- GOOD VIBRATION (後期オープニングテーマ?) dei Cyber Nation Network

Sigla di chiusura:
- Chizu ni nai mirai (エンディングテーマ?) di Yuka Imai

### Spot
Nel periodo in cui l'anime veniva trasmesso su MTV Italia, è stato diffuso un breve spot pubblicitario del cartone, con sottofondo la canzone Why Does My Heart Feel So Bad?, dell'artista techno Moby.